# Rauville-la-Place
 Rauville-la-Place  es una población y comuna francesa, en la región de Baja Normandía, departamento de Mancha, en el distrito de Cherbourg-Octeville y cantón de Saint-Sauveur-le-Vicomte.

## Demografía
| 585 | 511 | 418 | 397 | 418 | 432 |
| Para los censos de 1962 a 1999 la población legal corresponde a la población sin duplicidades (Fuente: INSEE [Consultar]) |     |     |     |     |     |